# Faddergalan
Faddergalan var en insamlingsgala i samarbete med Plan Sverige som sändes i TV4 mellan åren 1998 och 2009.